# Gulvitt stenblad
Gulvitt stenblad (Lithops fulviceps) är en suckulent växt inom stenbladssläktet och familjen isörtsväxter. Gulvitt stenblad är ljusgrön i basen men har ganska stora mörka fläckar och rostfärgad kropp. Endast den översta toppen på plantan sticker upp då de växer i sin naturliga miljö. Blomman, som den skjuter upp mellan de två bladen, har blankt vita kronblad, samt klargula ståndare i centrum. Dess svenska namn har den troligtvis fått från dess blomma.

## Förekomst
Gulvitt stenblad är endemisk i Namibia.

## Odling
Levande stenar är ganska populära och frön från dessa växter finns att köpa i många växtbutiker samt på internet. Det är relativt enkla att odla, förutsatt att de inte vattnas för mycket och tillräckligt med ljus och värme finns tillgängligt. På vintern bör de hållas i svalare temperatur samt hållas helt torra, det vill säga att all bevattning bör undvikas. För att undvika att växten ruttnar så bör de planteras någon centimeter högre i en kruka än så som de växer i det vilda, eller ha ett centimeter tjockt lager med grus överst.

## Bilder

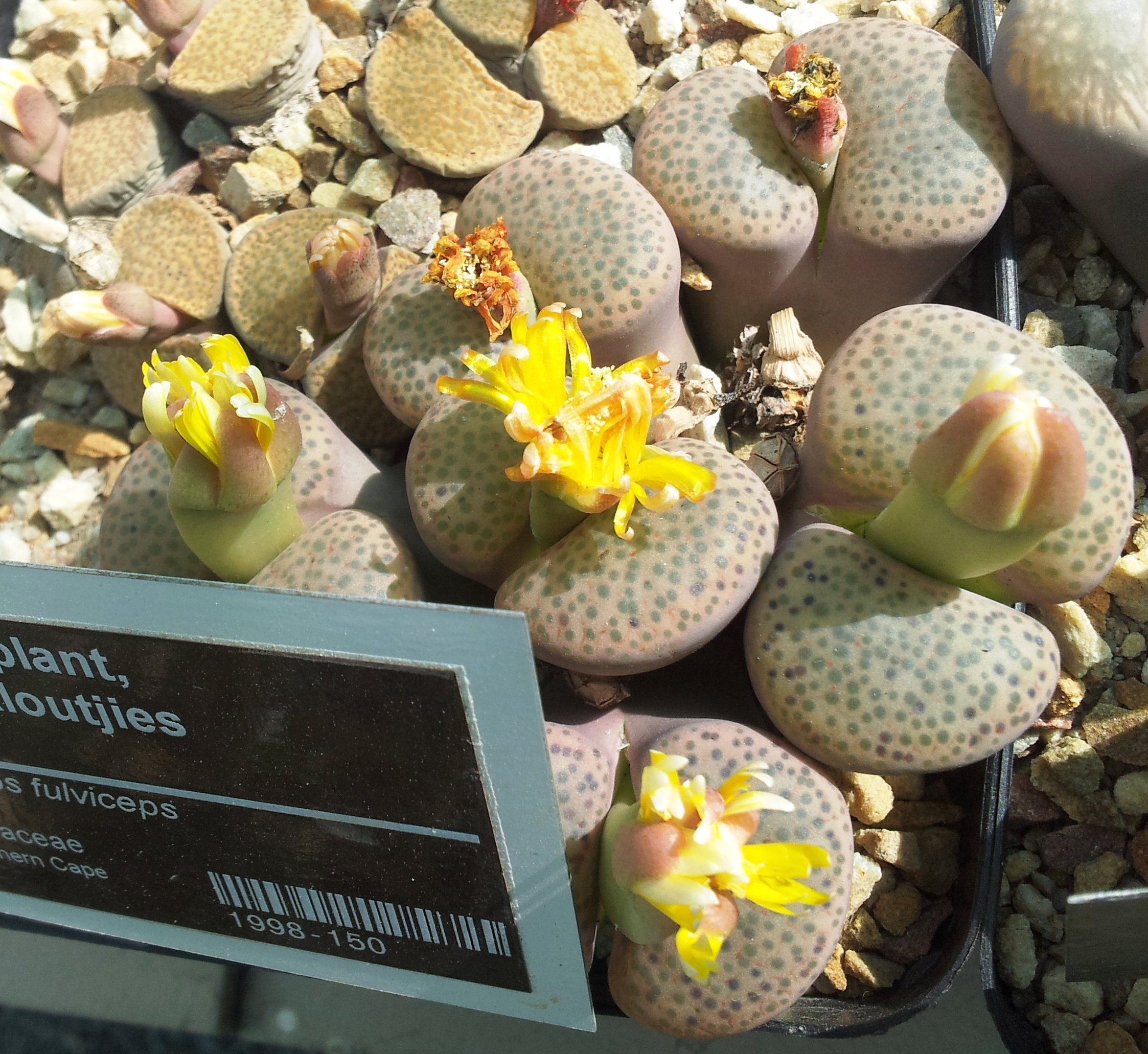
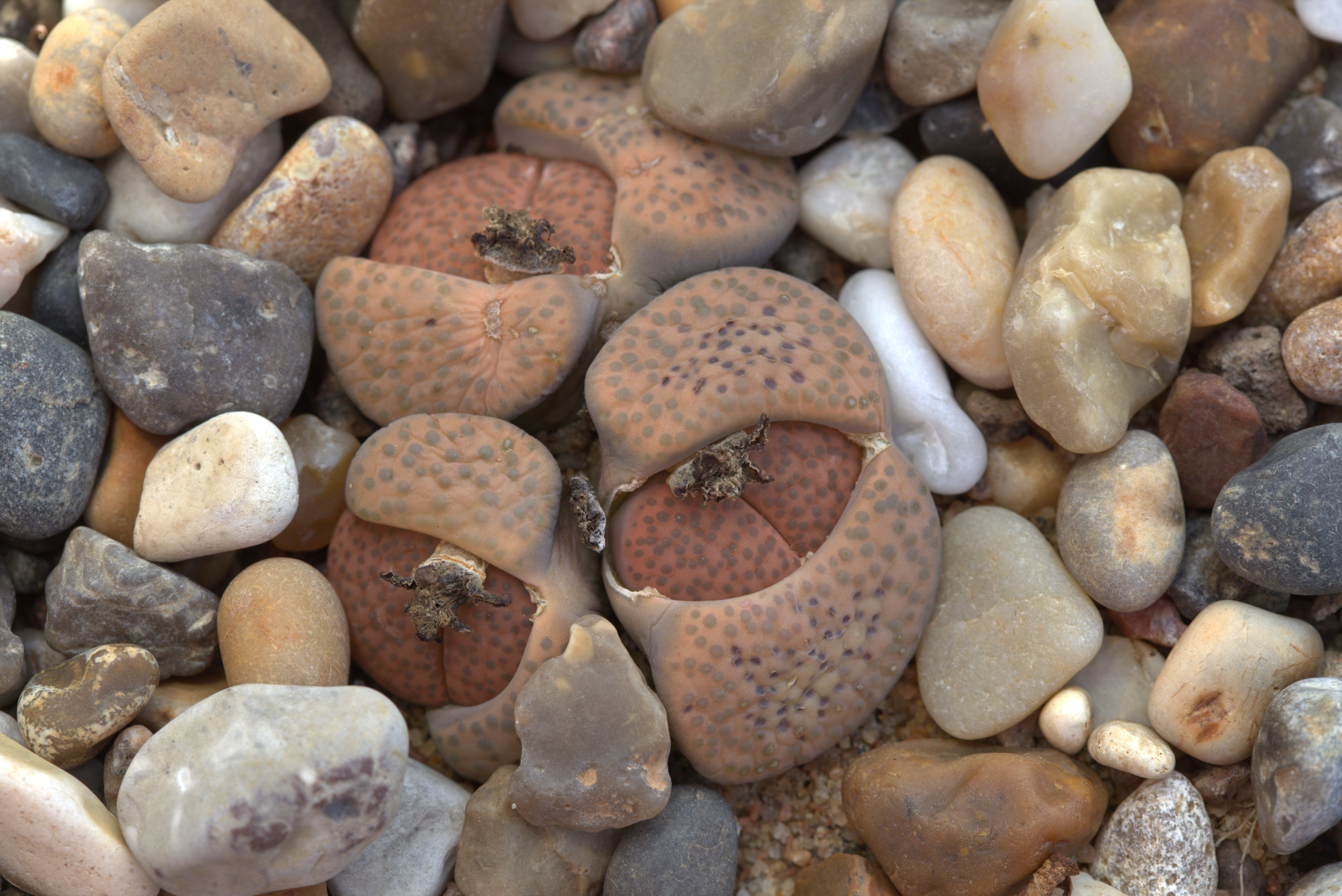
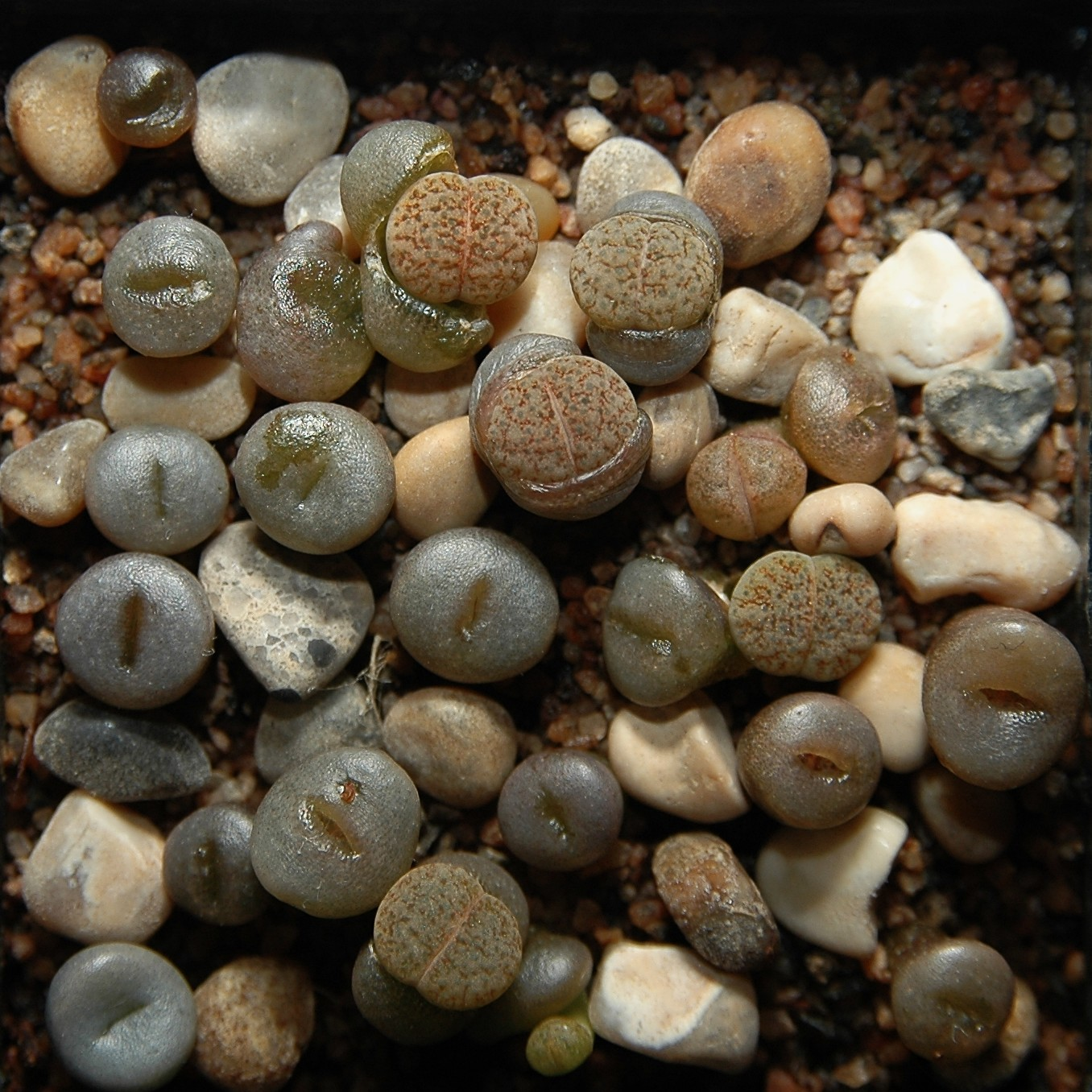
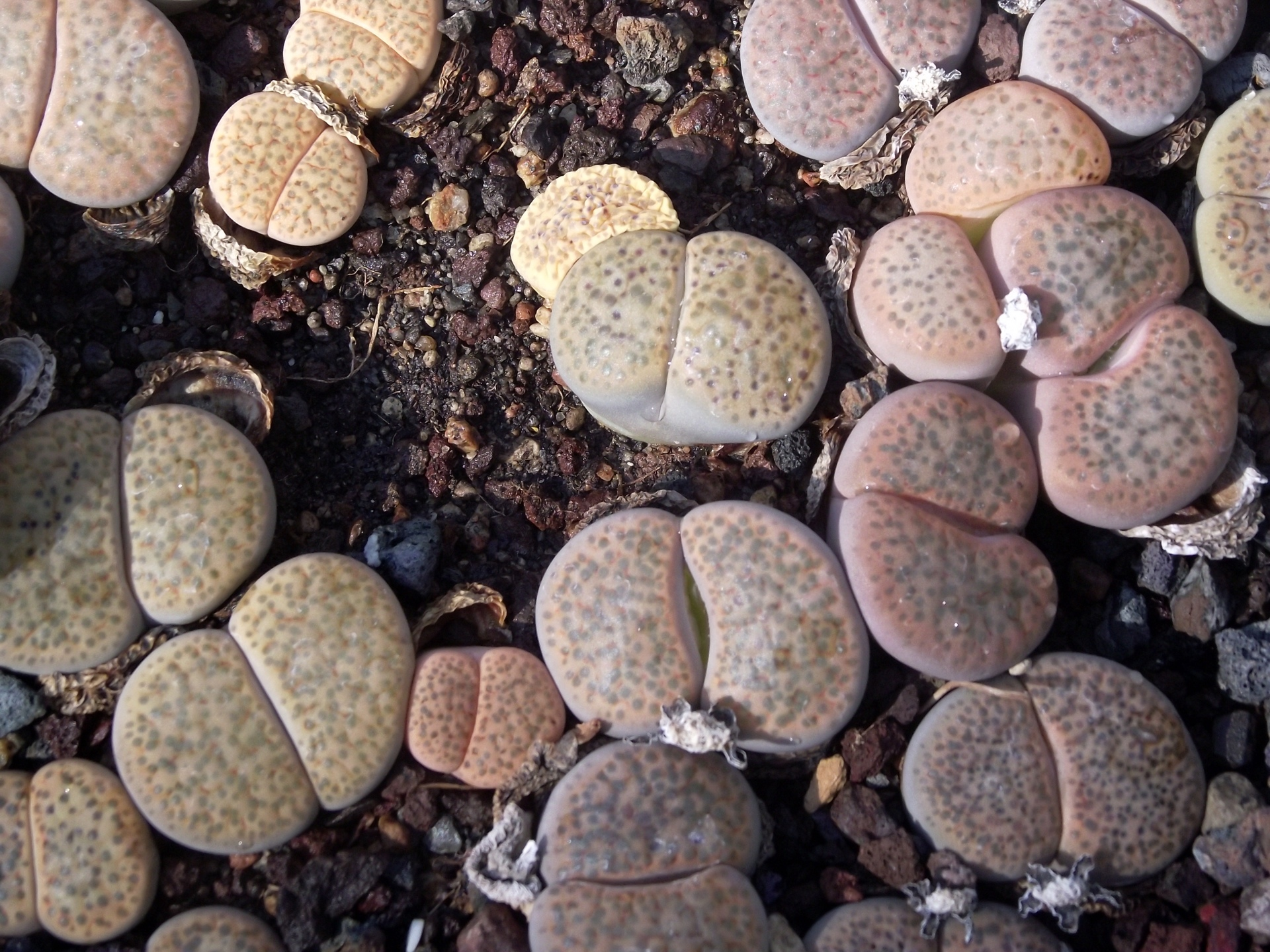
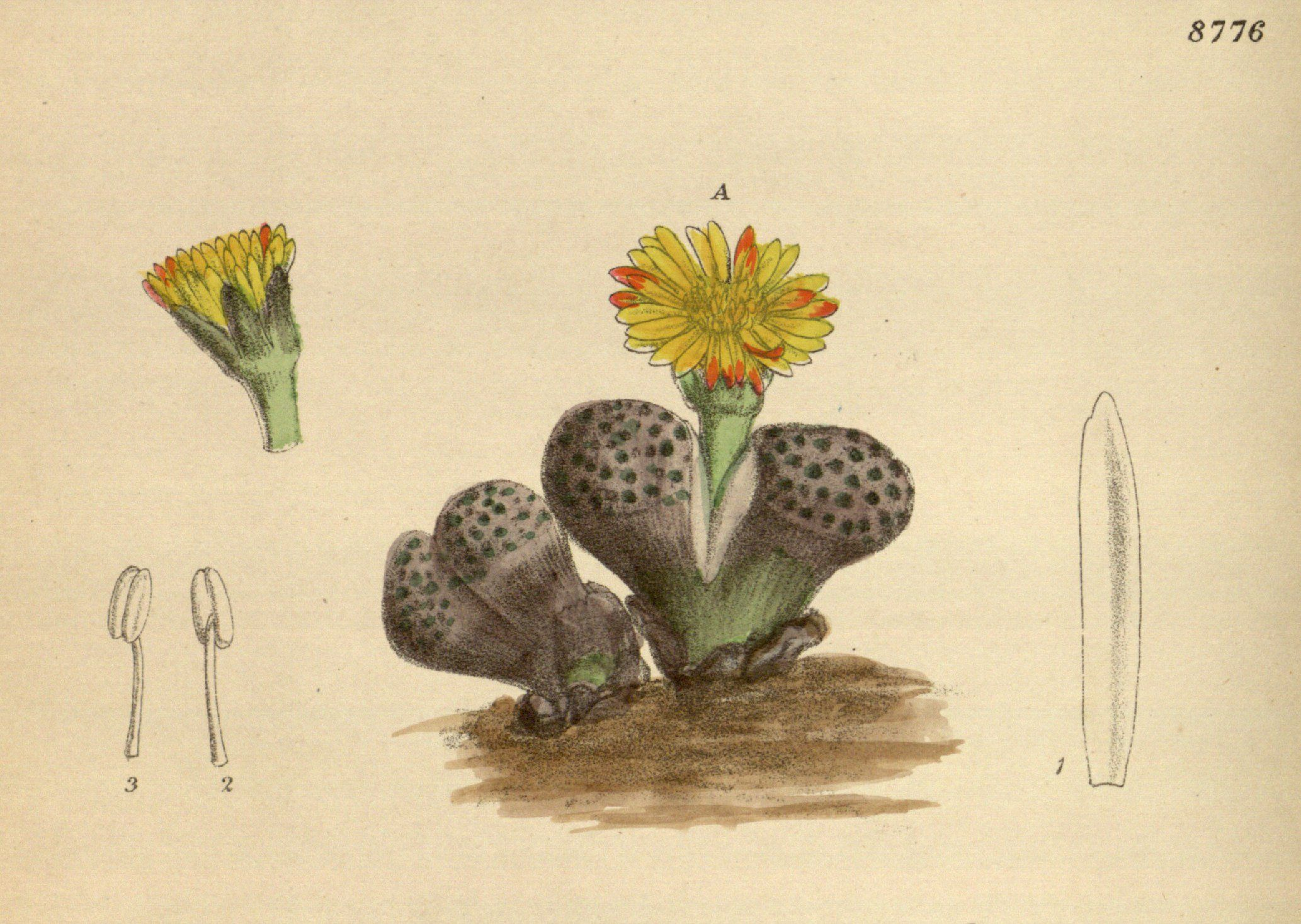